# Jiuzhaigou
Jiuzhaigou, (九寨沟) "Nio-fortsklyftan", är ett naturreservat i Jiuzhaigou härad norra Sichuanprovinsen, Kina. Det är känt för sina vattenfall i flera nivåer och sina färgsprakande sjöar. 1992 sattes dalen upp på Unescos världsarvslista.

## Geografi och klimat
Jiuzhaigou ligger i södra änden av bergskedjan Minshan, 330 kilometer norr om provinshuvudstaden Chengdu. Den är en del av Ngawa, tibetanska och Qiangs autonoma prefektur i nordvästra delen av Sichuanprovinsen, nära gränsen till Gansuprovinsen. Ungefärliga koordinaterna för området är 33°5'N, 103°55'Ö.
Dalen täcker åtminstone 240 kvadratkilometer, men några skyddsorganisationer anger arean till mellan 600 och 720 kvadratkilometer, med buffertzoner på ytterligare mellan 400 och 600 kvadratkilometer. Höjden, beroende på vilket område man menar, varierar mellan 1 998 och 2 140 meter över havet vid Shuzhengravinens mynning till mellan 4 558 och 4 764 meter över havet vid berget Ganzigonggai på toppen av Zechawaravinen.
Klimatet är svalt tempererat, vilket betyder en årsmedeltemperatur på 7,2 °C. I januari är det i snitt -1 °C och i juli 17 °C. Den årliga nederbördsmängden uppgår till 661 år millimeter. Åttio procent av regnet faller mellan maj och oktober.

## Historia
Denna avlägsna region var befolkad av tibetaner och qiangfolket i århundraden, men var inte "officiellt upptäckt" av hankineserna förrän 1972. Massiv skogsavverkning gjordes fram till 1979, då kinesiska regeringen förbjöd denna typ av verksamhet. År 1982 blev området nationalpark. En administrationsmyndighet etablerades och platsen öppnades officiellt för turism 1984, utseende på olika faciliteter och reglerna för området fastställdes 1987. Platsen skrevs 1992 in på Unescos världsarvslista och blev 1997 ett Biosfärsikts världsreservat.
Sedan parken öppnades för allmänheten har antalet turister ökat stadigt, från 5 000 1984, till 170 000 år 1991, och från 160 000 år 1995 till 200 000 år 1997, därav cirka 3 000 utländska besökare. År 2004 hade området i snitt 7 000 besökare per dag, med 12 000 besökare som mest per dag under högsäsongen. I samhället Jiuzhaigou vid entrén till området byggs allt fler hotell och där finns nu även ett femstjärnigt Sheraton-hotell.

## Befolkning
Jiuzhaigou har fått sitt namn från de tibetanska byarna, som ursprungligen sägs ha varit nio i dalen. Få av dem finns kvar i dag, beroende på vad man klassificerar som en by inne i dalen. Huvudanhopningen är Heye, Shuzheng och Zechawa längs huvudleden, därtill Rexi och Heijiao i mindre Zaruravinen. Kartor anger även bynamnen Jianpan, Panya och Guwa nära änden av den lilla ravinen mittemot Zaru. Slutligen ligger byarna Penbu, Panxing och Yongzhu längs vägen som passerar genom samhället Jiuzhaigou/Zhangza utanför dalen.
1997 var den totala befolkningen i dalen omkring 1 000 invånare som utgjorde omkring 130 familjer. På grund av den skyddade naturen i parken, är befolkningen begränsade i sitt boende (betesmark, jordbruk etcetera) och lever nu i huvudsak av turism och åtgärder som återplantering av skog.

## Ekologi
Jiuzhaigous ekosystem klassificeras som tempererad lövskog och skogsmark, med ett blandat bergs- och höglandssystem. Nära 300 kvadratkilometer i det mest natursköna området är täckt av ung blandskog. Dessa skogar får underbara gula, oranga och röda färgtoner på hösten, vilket gör denna säsong mycket populär för besökare. Naturreservatet är hem för ett antal växtarter, som den endemiska varianten av rhododendron och bambu.
Den lokala faunan inkluderar den utrotningshotade jättepandan Ailuropoda melanoleuca och gyllene trubbnäsapan Pygathrix roxellanae roxellanae. Båda populationerna är mycket små (det finns mindre än 20 pandor) och de är isolerade. Deras överlevnad är en viktig fråga i en dal som är beroende av den växande turismen. Jiuzhaigou är även hem för omkring 140 fågelarter.

## Geologi och hydrologi
Jiuzhaigous landskap utgörs av högt liggande karst formad av glaciär, hydrologisk och tektonisk aktivitet. Det ligger på en stor förkastningslinje i Qinghai-Tibet-plattans gränsområde mot Yangtzeplattan, och därför har även jordbävningar varit med och format landskapet.
Bergets lager består i huvudsak av karbonatberg såsom dolomit och tufa, men också av en del sandsten och skiffer.
Dalgången är ett upptagningsområde för tre raviner (som på grund av sin storlek ofta var och en för sig kallas dalgångar), och är en av källorna för Jialing-floden, en del av Yantgtzes flodsystem.
Jiuzhaigous mest välkända ansikte utåt är dussintals blåa, gröna och turkosfärgade sjöar. De har sitt ursprung i glaciär aktivitet och dämdes upp av nedfallande stenar och andra naturfenomen, sedan blev de solida genom olika processer av karbonatavlagringar. En del sjöar har en hög koncentration av kalciumkarbonat, och deras vatten är så klart att bottnen ofta är synlig även på mycket stora djup. Sjöarna varierar i färg beroende på deras djup, innehåll och omgivningarna.
Några av de mindre stabila dammarna och formationerna har blivit artificiellt förstärkta och direktkontakt med sjöarna och bergsformationerna är förbjudna för turister.

## Intressanta delar av naturreservatet
Jiuzhaigou består av tre dalgångar arrangerade i form av ett Y. Rizeravinen och Zechawaravinen går från söder och går ihop i dalens mitt och bildar Shuzhengravinen. Vattnet som rinner genom ravinen kantas av en väg för bussar och promenadstråk samt små paviljonger. Gångvägarna ligger vanligen på ena sidan sjöarna och vägarna på den andra för att minska de störningarna från bussarna.
De flesta besökare tar först skyttelbussen till änden av Rizeravinen eller Shuzhengravinen, sedan beger de sig iväg nedåt till fots längs gångvägarna och tar bussen när nästa uppehållsplats är för långt bort. Här är en sammanställning av besöksvärda platser i var och en av ravinerna.

### Rizeravinen
Den 18 kilometer långa Rizeravinen (日则沟) ligger i sydvästra förgreningen av Jiuzhaigou. Den innehåller den största variationen av platser och besöks vanligen först. Går man nedför sluttningarna från dess högsta punkt, passerar man följande platser:
- Urskog (原始森林 Yuánshǐ Sēnlín) är ett område med gammal urskog. Den omges av spektakulära vyer från omkringliggande berg och klippor, bland annat den 500 meter höga bladformade Svärdsberget (剑岩 Jiàn Yán).

- Svansjön (天鹅海 Tiān'é Hǎi) är en 2 250 meter lång och 125 meter pittoresk sjö som fått sitt namn av besökande svanar (och ankor).

- Grässjön (草海 Cǎo Hǎi) är en grund sjö täckt av täta vegetationsmönster.

- Pilbambusjön (箭竹海 Jiànzhú Hǎi), som täcker en yta på 170 000 kvadratmeter, är en grund sjö med ett genomsnittligt djup på sex meter. Den ligger på en höjd av 2 618 meter över havet, och var huvudplatsen för inspelningarna av den kinesiska filmen Hero.

- Pandasjön (熊猫海 Xióngmāo Hǎi) uppvisar ett förunderligt blått och grönt färgmönster. Den har sitt utlopp i de mångfåriga, flernivåiga pandafallen, som har en fallhöjd på 78 meter i tre steg.

- Sjön Fem blommor (五花海 Wǔhuā Hǎi) är en grund flerfärgad sjö, vars botten är korsmönstrad av sedan länge fallna trädstammar.

- Pärlgrundet (珍珠滩 Zhēnzhū Tān) är ett brett, lätt sluttande område med aktiva kalkhaltiga tufaavlagringar täckta med ett tunt lager av flytande vatten. Den har sitt utflöde i de berömda pärlfallen, där grundet faller 28 meter ner i ett 310 meter brett vattenfall. En scen som använts när TV-filmen Jorney to the West spelades in här.

- Spegelsjön (镜海 Jìng Hǎi) är en annan tyst sjö som kastar vackra reflektioner över omgivningarna när vattnet är lugnt.

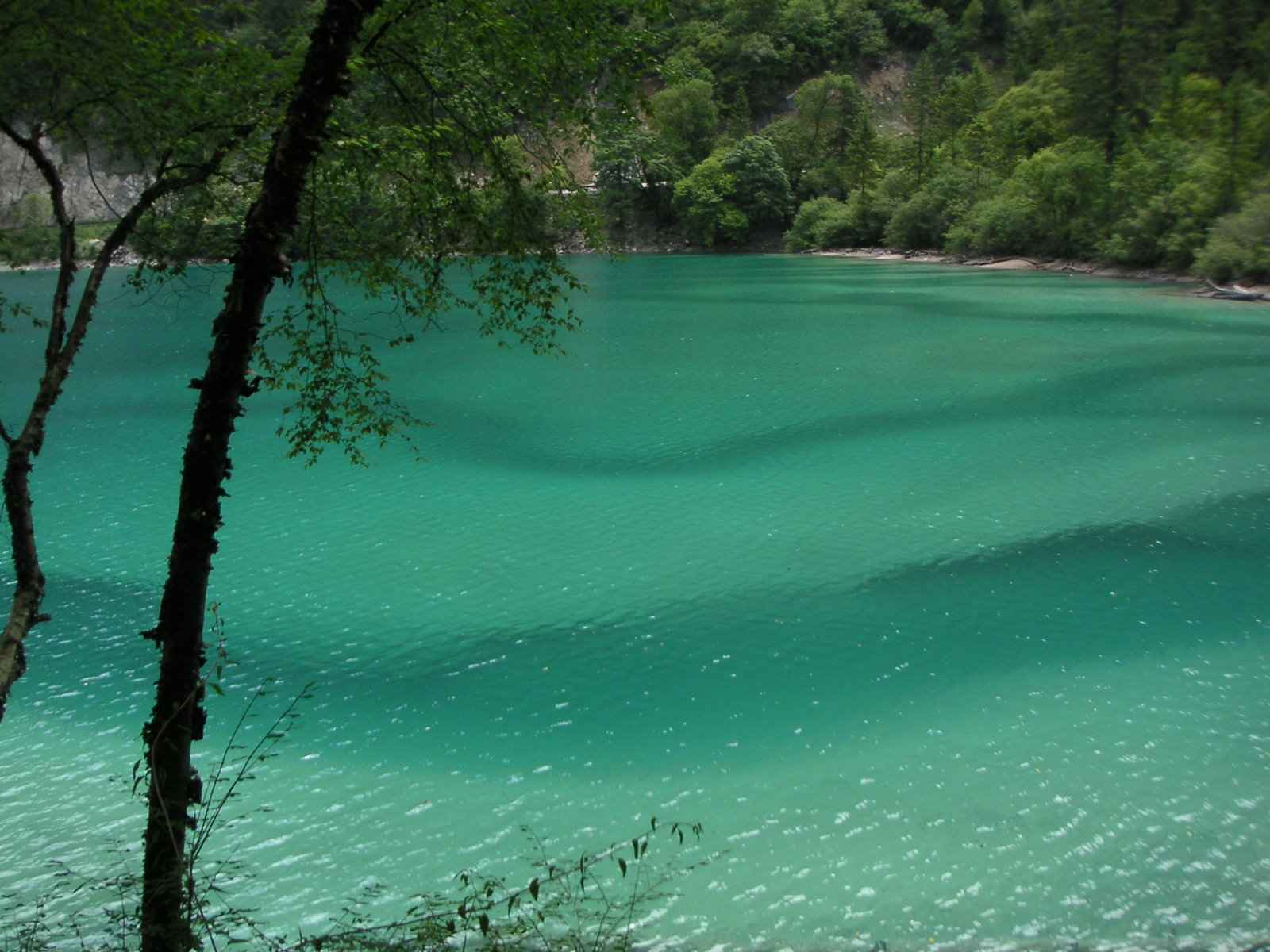
Pandasjön
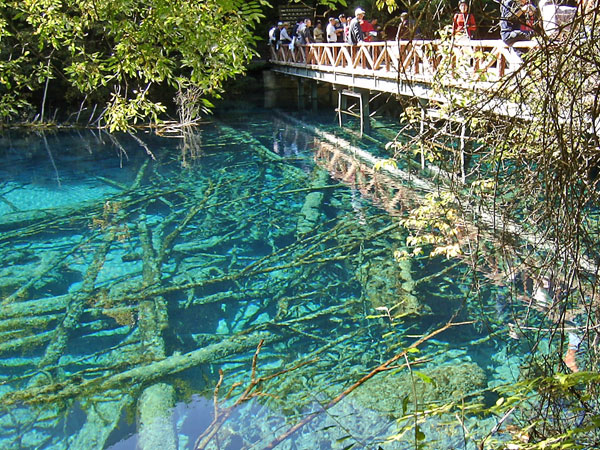
Sjön fem blommor
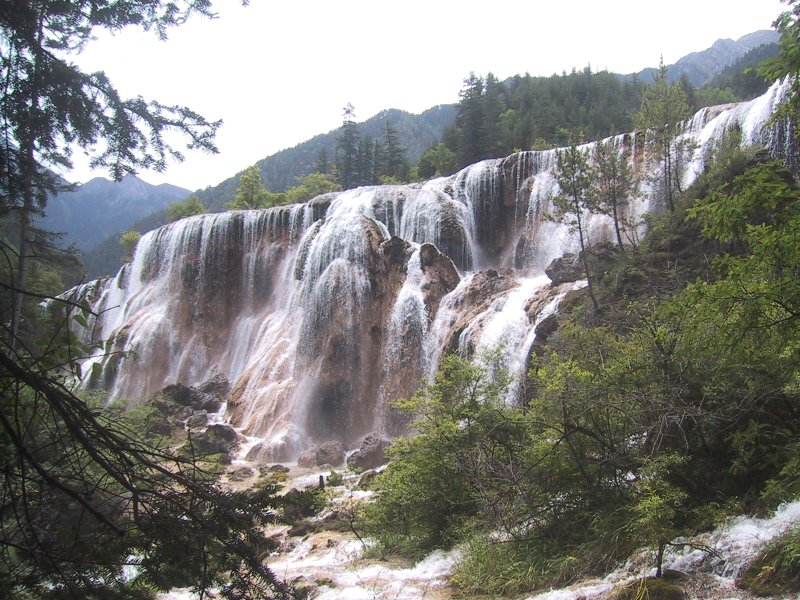
Pärlfallen är ett av många flernivåiga vattenfall i Jiuzhaigou
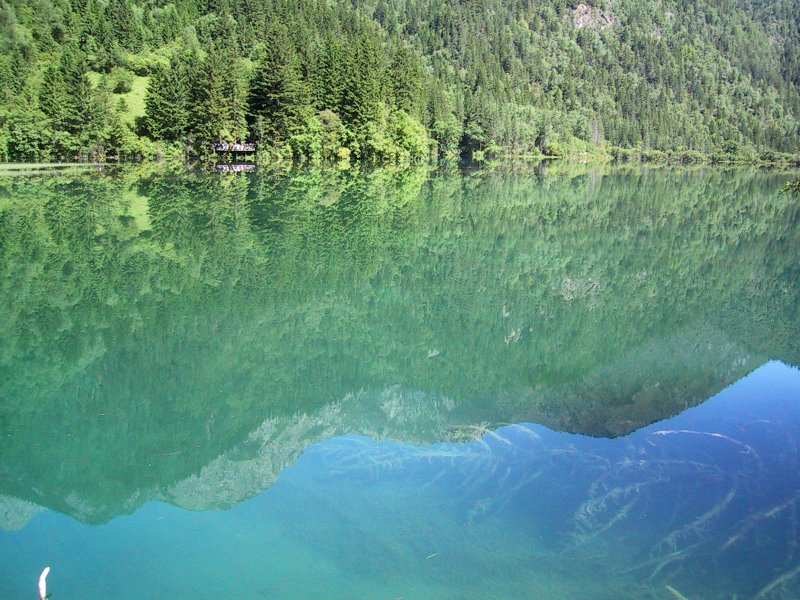
Spegelsjön är en av de många vackra och färggranna sjöarna i Jiuzhaigou.

### Zechawaravinen
Zechawaravinen (则查洼沟 Zécháwā Gōu) ligger på sydöstra förgreningen av Jiuzhaigou. Den är ungefär av samma längd som Rizeravinen, 18 kilometer, men en betydligt högre höjd (3 150 meter över havet vid Långa sjön). Går man nedför sluttningarna från dess högsta punkt passerar man följande platser:
- Långa sjön (长海 Cháng Hǎi) är den högsta, största och djupaste sjön i Jiuzhaigou. Den är 7,5 kilometer lång och har ett högsta djup på 103 meter. Den får sitt vatten från snösmältning och förlorar den genom små läckage. Lokala folksagor förtäljer att ett sjömonster finns i dess djup.

- Femfärgade dammen (五彩池 Wǔcǎi Chí) är en av de minsta men mest spektakulära vattenområdena av Jiuzhaigousjöarna. Trots sin litenhet och grundhet har den ett rikt färgat undervattenslandskap med några av de klaraste och ljusaste vattnen i området.

- Årstidssjöarna (季节海 Jìjié Hǎi) är en serie på tre sjöar (lägre, mellersta och övre) längs huvudvägen, som förändras under året från att vara full med vatten till att vara helt tom.

### Shuzhengravinen
Shuzhengravinen (树正沟 Shùzhèng Gōu) ligger i norra huvudgrenen i Jiuzhaigou. Den slutar efter 14,5 kilometer vid skärningspunkten för de tre ravinerna. Går man nedför från skärningspunkten mot dalgångens mynning, möter besökaren följande längs vägen:
- Nuorilangfallen (诺日朗瀑布 Nuòrìlǎng Pùbù), nära dalgångarnas förening, är 20 meter högt och 320 meter brett. De rapporteras vara det bredaste höglandsvattenfallet i Kina, och en av de främsta symbolerna för Jiuzhaigou.

- Nuorilangsjöarna' (诺日朗群海 Nuòrìlǎng Qúnhǎi) och Shuzhengsjöarna (树正群海 Shùzhèng Qúnhǎi) är en trappserie av 18 respektive 19 bandsjöar formade av glaciärer som passerat och sedan naturligt fördämda. Några av dem har deras egna lokala namn, såsom Noshörningen, Okänd och Tigersjön.

- Sovande drakens sjö (卧龙海 Wòlóng Hǎi) är en av de lägre sjöarna i området. Med ett djup på 20 meter, är den känd för det klart synliga kalkrika diket som går genom den på bottnen, och vars form har blivit jämförd med en kinesisk drake.

- Vassjön (芦苇海 Lúwěi Hǎi) är en 1 375 meter lång, vasstäckt sumpmark med en klar turkosaktig bäck som går i sick-sack genom den. Kontrasten är särskilt slående på hösten när vasstråna går över i gult.

### Andra platser
- Zaruravinen (扎如沟 Zārú Gōu) är en mindre dalgång som går från sydväst från den stora Shuzhengravinen, den börjar vid Zarus buddhistiska munkkloster och slutar vid den Röda sjön, Svarta sjön och Dalingsjön.

## Tillgång till platsen
Jiuzhaigou är jämfört med andra hårt trafikerade natursköna platser i Kina särskilt svår att nå landvägen. De flesta turister når dalgången med en tolv timmar lång bussresa från Chengdu längs floden Minjiangs kanjon, utsatt för bergsskred och jordskred som kan förlänga resan med flera timmar. År 2004 orsakade bygget av en ny motorväg stora förseningar, men när den står klar borde det bli betydligt lättare att göra resan. Sedan 2003 kan pengastinna resenärer flyga från Chengdu eller Chongqing till en flygplats nära Songpan (två timmars bussresa från Jiuzhaigou, en timme från Huanglong). Man har även nyligen färdigställt en landningsplats för helikoptrar intill dalen.
En typisk fyradagarsresa i området inkluderar Jiuzhaigou den andra dagen och Huanglong den tredje. Den första och fjärde dagen går åt för bussresan. I resorna ingår vanligen allt (transport, mat, övernattning och entrébiljetter).
2004 kostade entrébiljetterna till Jiuzhaigou 235 yuan (omkring 210 svenska kronor), bland de högsta entréavgifterna för besöksmål i Kina. Avgiften inkluderar endagspass på bussarna i dalen. Formellt ingår även en övernattning i en av de tibetanska byarna, men det har inte kunnat praktiserats sedan 2001 på grund av det alltför stora antalet besökare. Det är nu officiellt förbjudet att sova över inne i parken fast det finns rapporter om att en del äventyrare har gjort det.